# Ichthyaetus
Ichthyaetus este un gen de pescăruși. Numele genului provine din greaca veche ikhthus, „pește”, și aetos, „vultur”. Anterior erau incluși în genul Larus.

## Specii
| Imagine | Denumire științifică       | Nume comun                   | Distribuție |
| ------- | -------------------------- | ---------------------------- | --- |
|         | Ichthyaetus hemprichii     | Pescăruș brun                | Bahrain, Djibouti, Egipt, Eritreea, India, Iran, Israel, Iordania, Kenya, Liban, Maldive, Mozambic, Oman, Pakistan, Qatar, Arabia Saudită, Somalia, Sri Lanka, Sudan, Tanzania, Emiratele Arabe Unite și Yemen. |
|         | Ichthyaetus ichthyaetus    | Pescăruș mare cu cap negru   | Se reproduce în Asia Centrală și Ucraina, iernează în Arabia și India. |
|         | Ichthyaetus audouinii      | Pescăruș cu picioare cenușii | Marea Mediterană și coasta de vest a Africii Sahariene și Peninsula Iberică |
|         | Ichthyaetus melanocephalus | Pescăruș cu cap negru        | Marea Neagră și estul Mării Mediterane, această specie s-a extins acum în cea mai mare parte a Europei, până în Marea Britanie și Irlanda                                                                       |
|         | Ichthyaetus relictus       | Pescăruș relicvă             | Mongolia, Kazahstan, Rusia, China (lacul Hongjiannao) |
|         | Ichthyaetus leucophthalmus | Pescăruș cu ochelari         | De-a lungul Mării Roșii |